# Lukács Kornél
Lukács Kornél  (Tata, 1991. szeptember 5. –) magyar autóversenyző. 
A fiatal versenyző gyermekkorától kezdve bontogatta tehetségét a motorsportokban. Előbb motoron, majd édesapja tanácsára kipróbálta magát az autósportokban is. Így lett előbb amatőr, később pedig profi raliversenyző. Eredményeivel az egyik legtehetségesebb fiatal raliversenyzőnek számít hazánkban. Jelenleg a Wurmbrand Racing és az Arrabona Rally Club csapatok pilótája. Részt vesz a JWRC, EWRC és a Magyar Országos Rally bajnokság futamain. Navigátora Mesterházi Márk a kezdetek óta, csaknem az összes futamát vele teljesítette.

## Pályafutása

### Korai évek
2006-ban kezdte amatőr versenyzői pályafutását. Első autója egy Suzuki Swift, mellyel édesapja segítségével indult kisebb szlalom versenyeken. 2009-től már rallysprinteken vett részt jelenlegi navigátorával Mesterházi Márkkal.

### Profi versenyek

#### 2010
2010-től a Magyar Rally 2 és a Magyar Rally túra kategóriában versenyzett egy Honda Civic versenyautóval.

#### 2011
2011-től az R2 kategóriájú Citroën C2R2 Max-szal versenyzett. Ebben az évben már nem csak a Magyar Országos Rally Bajnokságon vett részt kiemelkedő eredménnyel, de indult az ausztriai Jänner Rally, a cseh Barum Rally futamokon is. Legjobb eredménye: 2. helyezést ért el az IRC futamnak számító, magyarországi Mecsek Rallyn.

#### 2012
Ebben az idényben Csucsu a Váci Auto SE-től a Tatai Aréna SE-hez igazolt. 2012-ben megerősített csapattal és egy új Citroën C2R2-vel indult a szezonban. 3 ERC és 6 Magyar Országos Rally futamon vett részt . Az első Eb-futamukon, a csehországi 47. Mogul Rallye Šumava Klatovy, a páros 3. helyezést hozta el. A sikerszéria a 23. Waldviertel Rally-n folytatódott, ahol kategória győzelmet arattak.

#### 2013
2012-es szereplése után már csak emelni lehetett a tétet. Folyamatosan vett részt versenyeken. A Magyar Bajnokságban új autót kezdett tesztelni: egy Mitsubishi Lancer Evo IX volánja mögé ült be többek között, az Eger Rally, Miskolc Rally és Veszprém Rally-n tesztelte az autót. 9 ERC versenyen indult, melyből 5 versenyen ért célba. 2013-as legnagyobb sikere az 56. Tour de Corse futam, ahol a páros egy közismerten nehéz terepen aratott győzelmet. Ebben a szezonban az ERC 2WD kategóriában, összesítésben a 2. helyezést érték el. Az elismerésért járó plakettet a FIA éves díjátadó gáláján Párizsban vették át Csucsuék.

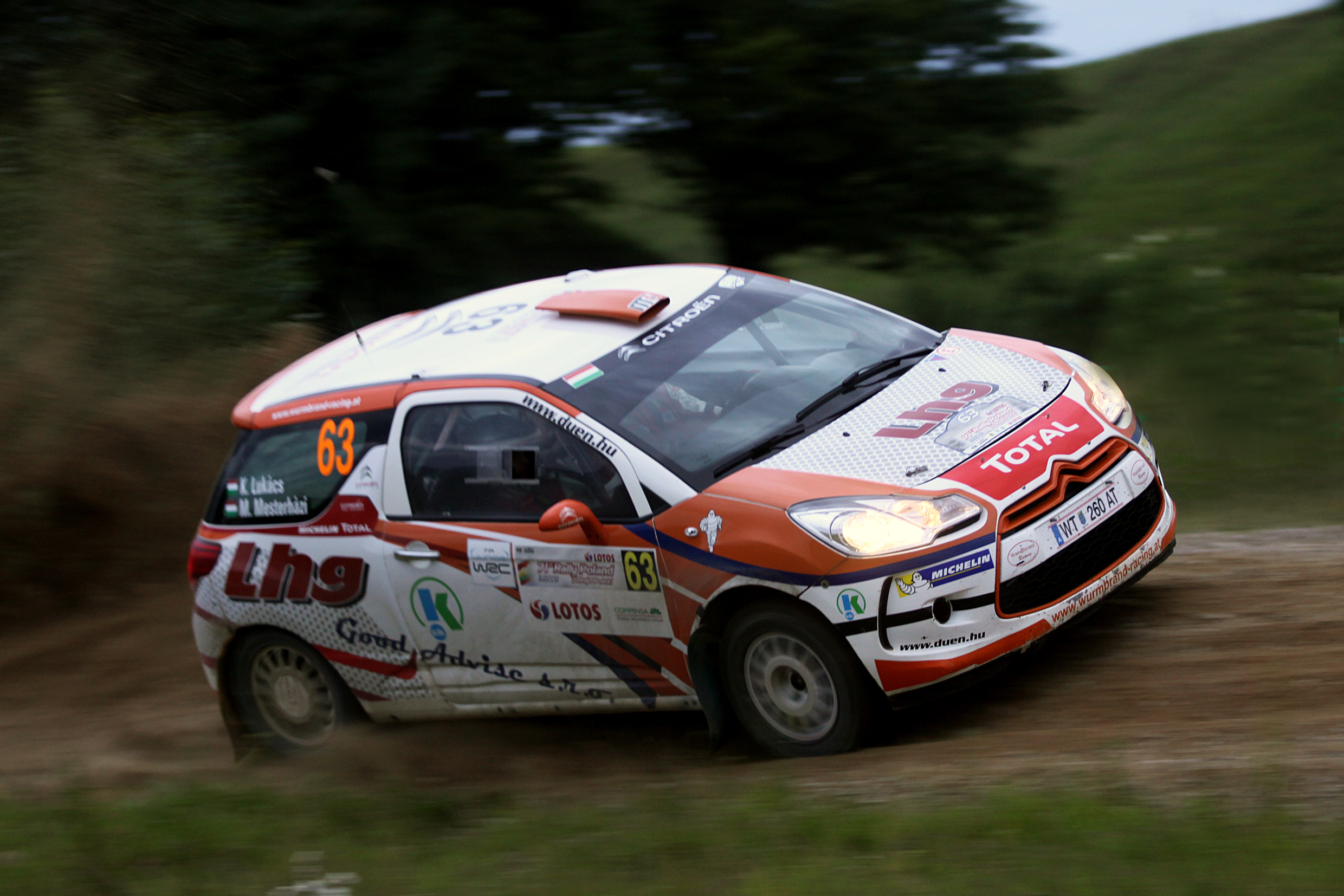
Citroën DS3 R3T

#### 2014
A 2014-es év igazi kihívás Csucsu számára: ERC-ben Csucsuék egy Mitsubishi Lancer Evo IX indulnak és bár a szezonnyitó Jänner Rally és Liepaja sem sikerült az elképzeléseknek megfelelően, de ebben a szezonban 6 JWRC versenyen vesznek részt a Wurmbrand Racing csapat tagjaiként. Az autó egy Citroën DS3 R3T.

#### 2017–
A 2017-es évre többek közt azt a célt tűzte ki magának célul, hogy a lehető legtöbb versenyen érjen be az első 12 hely valamelyikére a Ralikrossz-világbajnokságon. Szintén ebben az évben találkozott Timo Scheider DTM-bajnokkal Mallorcán, ahol a formaautó vezetéssel ismerkedett meg. Kornél ezenkívül jótékonysági gyűjtést szervezett a Speciális Mentő Egyesület számára, ugyanis elárverezte versenykesztyűjét.
2018-ban a Ralikrossz Európa-bajnokságon indult a Hedströms Speedy Motorsport színeiben. Pontot nem sikerült szerezni, sőt minuszba került a szezon végére. Legjobb értékelése egy 17. volt Franciaországból.
2019-re a vadonatújan megalapított és teljesen megreformált Globális Ralikrossz-bajnokság utódjaként is számontartott Titans-RX Európa-bajnokságban az új, MJP által kifejlesztett Pantera RX6-os autóra épített Mercedes-Benz A-Osztályos modellel indult. Minden fordulóban ott volt, legjobb eredményei között több 5. helyezés is szerepelt. Többek között Franciaországból, Portugáliából, és a dupla pontot érő Németországban futott első versenyről.
2020-ban részben a koronavírus-világjárvány miatti korlátozások, szponzori kiesések és a Titans-RX ideiglenes leállítása miatt hazatért és itthon nevezett a Ralikrossz OB-re. A Máriapócson futott zárófordulón bebiztosította a bajnoki címét a "Supercar" kategóriában. Emellett a magyar ERC-fordulóban is képviseltette magát, amely sorozatban legutóbb még 2014-ben indult.
A 2021-re kiadott Ralikrossz Európa-bajnoki nevezési listára felkerült a neve egy Renault Clióval, amelyet saját neve alatt szervizeltetett. Érdekesség, hogy 2018 után tért vissza a szériába és az évben övé volt az egyetlen Renault márkás kocsi a rajtrácson.
2021 decemberében hivatalos Facebook-oldalán tudatta és "karrierje új irányának" nevezete, hogy szakágat vált és a tereprali-versenyzés felé fordul. Autója egy fehér, felturbózott Toyota Hilux terepjáró volt. A "Baja-típusú" magyar terepraliban volt érdekelt, köztük a Riverside Baja futamon is. Ennek a géposztálynak a nemzetközi bajnokságában, az FIA által felügyelt Cross-Country Bajas Világkupa harmadik fordulójában, az olasz "29º Italian Baja" versenyen is indult a T1 & T2 osztályban, Mesterházy Márk navigálásával.

## Eredményei

### Teljes ERC eredménysorozata
| Év   | Csapat                     | Autó                     | 1      | 2      | 3   | 4      | 5      | 6      | 7      | 8      | 9      | 10     | 11     | 12  | Helyezés | Pont |
| ---- | -------------------------- | ------------------------ | ------ | ------ | --- | ------ | ------ | ------ | ------ | ------ | ------ | ------ | ------ | --- | -------- | ---- |
| 2011 | Váci Autó SE               | Citroën C2R2 Max         | ITA    | CRO    | TUR | BEL    | BUL    | POR    | CZE Ki | ESP    | POL    | FRA    | SUI    |     | HN       | 0    |
| 2012 | Tatai Aréna SE             | Citroën C2R2 Max         | AUT    | ITA    | CRO | BUL    | BEL    | TUR    | POR    | CZE 42 | ESP    | POL 21 | SUI    |     | HN       | 0    |
| 2013 | Tatai Aréna SE             | Citroën C2R2 Max         | AUT 27 | LAT 28 | ESP | POR    | FRA 13 | BEL Ki | ROM Ki | CZE Ki | POL Ki | CRO 22 | ITA 23 | SUI | HN       | 0    |
| 2014 | Tatai Aréna SE             | Mitsubishi Lancer Evo IX | AUT 15 | LAT Ki | GRE | IRL    | POR    | BEL    | EST    | CZE Ki | CYP    | SUI    | FRA    |     | HN       | 0    |
| 2020 | Citroen Rally Team Hungary | Citroën C3 R5            | ITA    | LAT    | POR | HUN 17 | ESP    |        |        |        |        |        |        |     | HN       | 0    |

* A szezon jelenleg is zajlik.
† = Nem ért célba, de a táv 90%-át teljesítette és rangsorolva lett.
Ki = Kiesett.
T = Törölt verseny.

### Teljes Rali-világbajnokság eredménylistája
| Év   | Csapat           | Autó                | 1      | 2   | 3   | 4      | 5      | 6   | 7      | 8      | 9      | 10  | 11     | 12  | 13  | Helyezés | Pont |
| ---- | ---------------- | ------------------- | ------ | --- | --- | ------ | ------ | --- | ------ | ------ | ------ | --- | ------ | --- | --- | -------- | ---- |
| 2014 | Kornél Lukács    | Citroën DS3 R3T     | MON    | SWE | MEX | POR 54 | ARG    | ITA |        |        |        |     |        |     |     | HN       | 0    |
| 2014 | Wurmbrand Racing | Citroën DS3 R3T     |        |     |     |        |        |     | POL 38 | FIN Ki | GER 28 | AUS | FRA Ki | ESP | GBR | HN       | 0    |
| 2015 | Lukács Kornél    | Citroën DS3 R3T Max | MON 43 | SWE | MEX | ARG    | POR 55 | ITA | POL    | FIN    | GER    | AUS | FRA    | ESP | GBR | HN       | 0    |

### Teljes Rali3-világbajnokság eredménylistája
| Év   | Csapat           | Autó                | 1     | 2   | 3   | 4      | 5      | 6   | 7     | 8      | 9     | 10  | 11     | 12  | 13  | Helyezés | Pont |
| ---- | ---------------- | ------------------- | ----- | --- | --- | ------ | ------ | --- | ----- | ------ | ----- | --- | ------ | --- | --- | -------- | ---- |
| 2014 | Lukács Kornél    | Citroën DS3 R3T     | MON   | SWE | MEX | POR 12 | ARG    | ITA |       |        |       |     |        |     |     | 12.      | 16   |
| 2014 | Wurmbrand Racing | Citroën DS3 R3T     |       |     |     |        |        |     | POL 6 | FIN Ki | GER 6 | AUS | FRA Ki | ESP | GBR | 12.      | 16   |
| 2015 | Lukács Kornél    | Citroën DS3 R3T Max | MON 8 | SWE | MEX | ARG    | POR 11 | ITA | POL   | FIN    | GER   | AUS | FRA    | ESP | GBR | 22.      | 4    |

### Teljes JWRC eredménylistája
| Év   | Csapat           | Autó                | 1      | 2     | 3      | 4     | 5      | 6   | 7   | Helyezés | Pont |
| ---- | ---------------- | ------------------- | ------ | ----- | ------ | ----- | ------ | --- | --- | -------- | ---- |
| 2014 | Lukács Kornél    | Citroën DS3 R3T     | POR 12 |       |        |       |        |     |     | 11.      | 16   |
| 2014 | Wurmbrand Racing | Citroën DS3 R3T     |        | POL 6 | FIN KI | GER 6 | FRA KI | GBR |     | 11.      | 16   |
| 2015 | Kornél Lukács    | Citroën DS3 R3T Max | MON 7  | POR 9 | POL    | FIN   | FRA    | ESP | GBR | 16.      | 8    |

### Teljes FIA Ralikrossz Európa-bajnokság eredménylistája

#### Supercar
| Év   | Csapat            | Autó            | 1      | 2      | 3      | 4      | 5      | Helyezés | Pont |
| ---- | ----------------- | --------------- | ------ | ------ | ------ | ------ | ------ | -------- | ---- |
| 2016 | Speedy Motorsport | Ford Focus      | BEL 4  | NOR 18 | SWE 13 | BAR 13 | LAT    | 13.      | 24   |
| 2018 | Speedy Motorsport | Volkswagen Polo | BAR 22 | BEL 24 | SWE 29 | FRA 17 | LAT 24 | 37.      | 0    |
| 2021 | CsuCsu            | Renault Clio    | SWE 6  | FRA 19 | LAT 6  | BEL 12 |        | 10.      | 30   |

### Teljes FIA Ralikorssz-világbajnokság eredménysorozata

#### Supercar
| Év   | Csapat            | Autó    | 1      | 2      | 3      | 4       | 5      | 6      | 7      | 8      | 9      | 10     | 11     | 12     | Helyezés | Pont |
| ---- | ----------------- | ------- | ------ | ------ | ------ | ------- | ------ | ------ | ------ | ------ | ------ | ------ | ------ | ------ | -------- | ---- |
| 2017 | Speedy Motorsport | Kia Rio | BAR 16 | POR 20 | HOC 22 | BEL 24† | GBR 21 | NOR 22 | SWE 22 | CAN 19 | FRA 22 | LAT 17 | GER 20 | RSA 22 | 42.      | –9   |

### Teljes Titans-RX eredménysorozata
| Év   | Külső                   | Autó        | 1       | 2      | 3       | 4       | 5      | 6      | 7      | 8       | 9      | 10      | 11     | 12     | Helyezés | Pont |
| ---- | ----------------------- | ----------- | ------- | ------ | ------- | ------- | ------ | ------ | ------ | ------- | ------ | ------- | ------ | ------ | -------- | ---- |
| 2019 | Mercedes-Benz A-Osztály | Pantera RX6 | FRA1 12 | FRA2 5 | GBR1 11 | GBR2 10 | POR1 7 | POR2 5 | AUT1 9 | AUT2 13 | HUN1 6 | HUN2 11 | GER1 5 | GER2 8 | 6.       | 141  |

### Teljes FIA World Cup for Cross-Country Bajas eredménysorozata

#### T1 & T2
| Év   | Autó         | 1   | 2   | 3      | 4   | 5   | 6   | 7   | 8   | Helyezés | Pont |
| ---- | ------------ | --- | --- | ------ | --- | --- | --- | --- | --- | -------- | ---- |
| 2022 | Toyota Hilux | RUS | JOR | ITA Ki | ESP | POL | POR | SAU | DUB | HN       | 0    |

* A szezon jelenleg is zajlik.

## Tesztek, képzések
- 2012 LRS London Rally School – Egyesült Királyság
- 2012 2.CO-Driver Rally School – Huszárokelőpuszta, Magyarország
- 2013 Tommi Mäkinen Racing School – Finnország

## Főbb díjak, elismerések
- 2011: Tata város kiemelkedő sportolóinak különdíja
- 2013: FIA ERC 2WD 2. helyezés